# Waben
Waben település Franciaországban, Pas-de-Calais megyében. Lakosainak száma 440 fő (2022. január 1.). Waben Verton, Conchil-le-Temple és Groffliers községekkel határos.

## Népesség
A település népessége az elmúlt években az alábbi módon változott:
| Lakosok száma | 423  | 430  | 445  | 431  | 433  | 438  | 435  | 430  | 440  |
|               | 2013 | 2015 | 2016 | 2017 | 2018 | 2019 | 2020 | 2021 | 2022 |